# Закличка
Закли́чка (від слова закликати) — музично-поетичний твір, в основі якого — вірування в магічну силу слова.
Заклички належать до народної творчості давнішої фольклорної верстви. На початковому етапі функціонування втілювали вербальну магію дорослих, потім через християнізацію традиційної культури ця віра поступово втрачала сенс і залишалася жити у світі уявлень дітей.
Адресатом закличок є головні небесні світила та метеорологічні явища. Звернення до сонця, дощу, хмар, вітру, пов'язані здебільшого із землеробською працею українців. Спершу слова супроводжували певними магічними діями, відгомони яких ще помітні у деяких сучасних текстах.
Заклички багато в чому змінилися від прадавніх часів, але їхня суть та сама — прохання, щоби випав дощ, вийшло сонце чи щезли хмари. Тривале функціонування закличок серед дітей викликало виникнення вже позбавлених стародавніх вірувань зразків. Тепер заклички — власне дитяча творчість. Вони звучать найчастіше у період розквіту природи — навесні.
Композиційно більшість закличок складається з експозиції та своєрідного епілогу, в якому сконцентровано бажання здійсненого (припинення або падання дощу, виглянення сонця, прогнання хмари та ін.). Мелодика закличок — речитативно-декламаційна. Їх рецитують як дитячі гурти, так і окремі виконавці одноголосо з деякими пантомімічними елементами (рухами рук, голови, тулуба тощо). Поряд із примовками вони — найрепродуктивніший жанр у сучасному дитячому репертуарі Тернопільщини.